# Bandujo
Bandujo (Banduxu en asturiano y oficialmente) es una parroquia del concejo asturiano de Proaza, España. En ella habitan 43 personas, repartidas en 66 viviendas. Ocupa una extensión de 10,78 km² y se encuentra a una distancia de 11 km de Proaza, la capital del concejo. Consta de los siguientes barrios principales: La Molina, el Palacio, Entelaiglesia, la Reguera, el Campal y el Toral.
Bandujo, que hasta los años 80 del siglo XX carecía de acceso por carretera, luz ni agua corriente, está declarado Bien de Interés Cultural.

## Lugares de interés

Dibujo de las armas correspondientes según el libro del clérigo don Tirso de Avilés

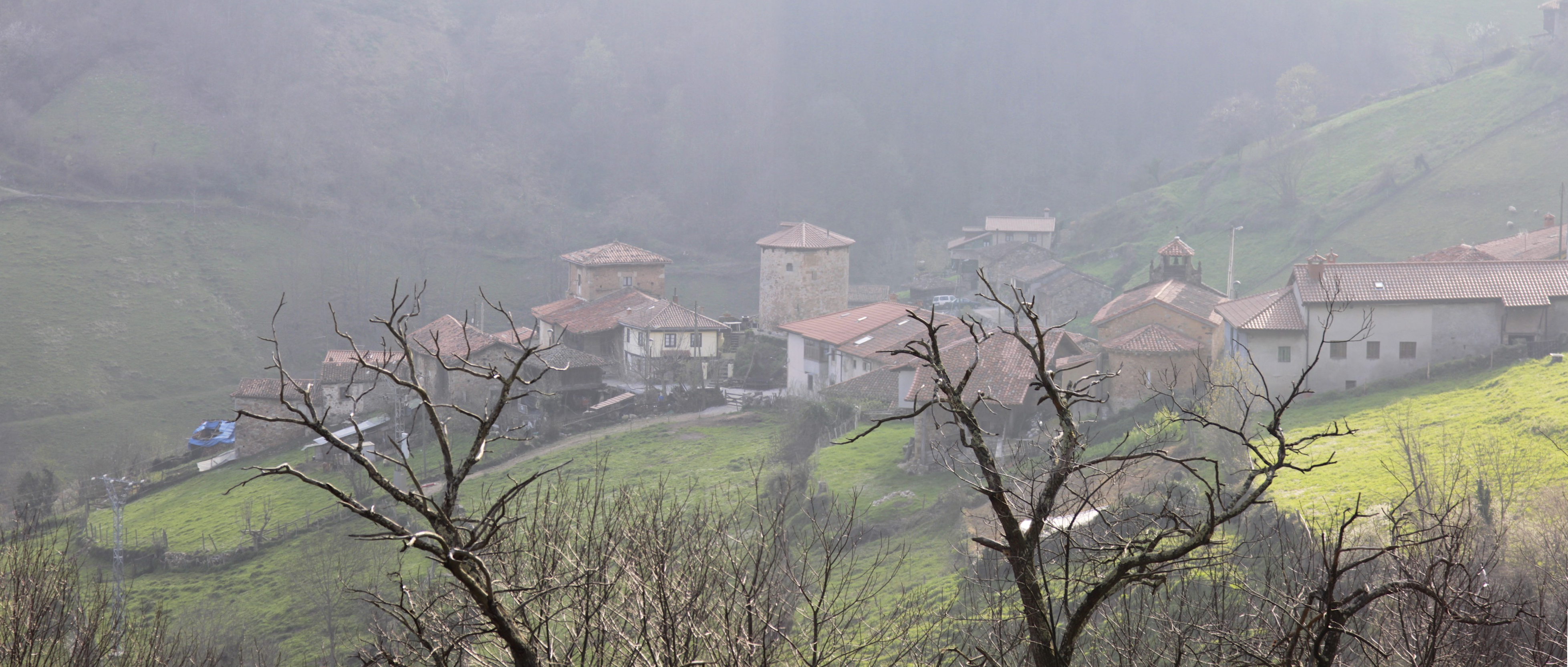
Imagen panorámica del pueblo de Bandujo en Proaza

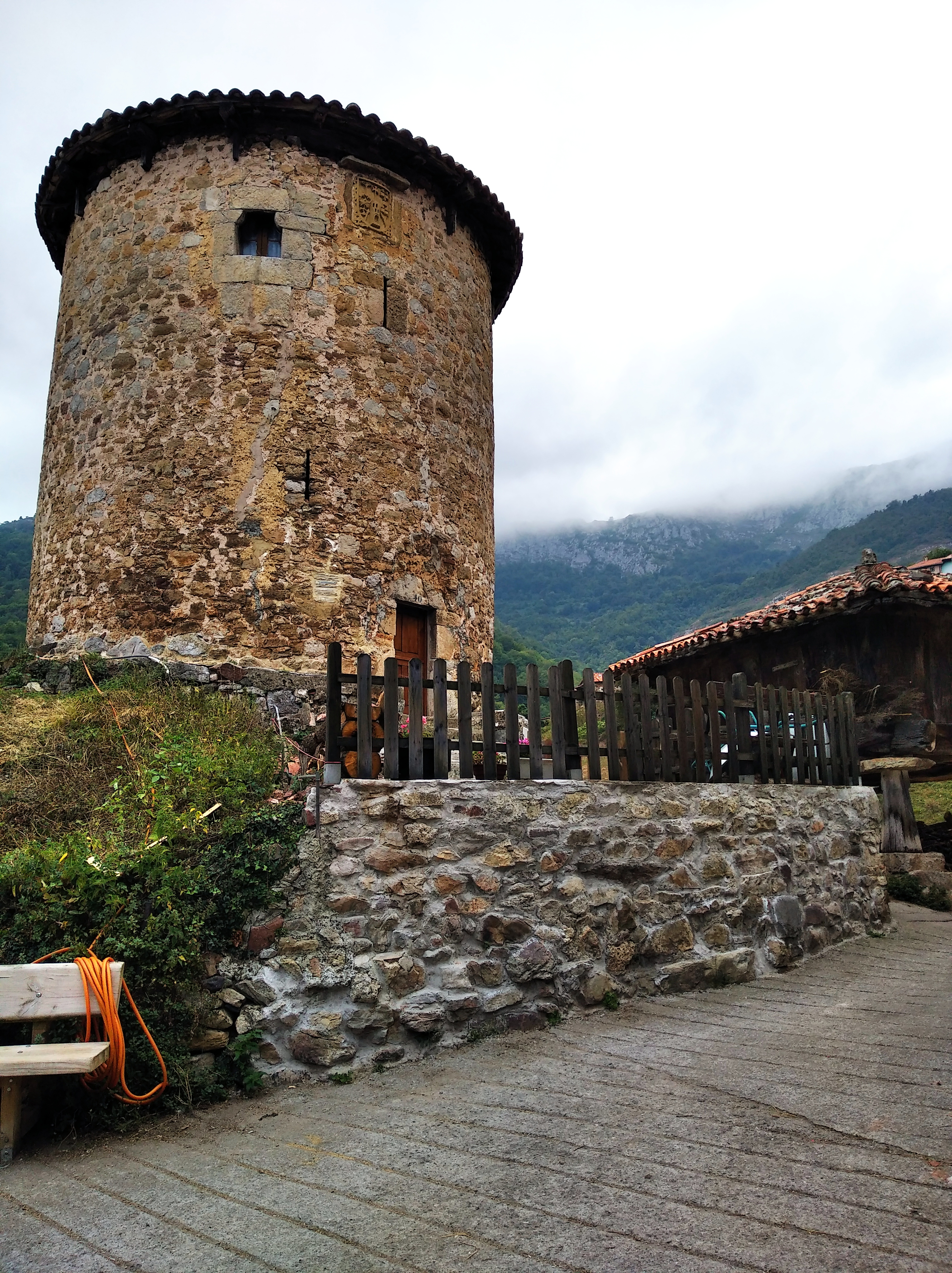
Torre de Bandujo

La iglesia de Santa María es de origen medieval y sufrió reformas en el siglo XVIII. En el pueblo cabe destacar por su importancia la casa denominada «El Palacio», de la que destaca su torre, conocida como la «Torre de Tuñón» o «Torre de Bandujo», una de las torres defensivas bajomedievales mejor preservadas de Asturias. Este edificio también sirvió como cárcel y ayuntamiento.
Existe un camino medieval que antiguamente era la única vía que conectaba conectaba Bandujo con Proaza. Una carretera rural de unos 9 kilómetros une también en la actualidad ambos puntos.
El 3 de noviembre de 2008 el Principado de Asturias incoa expediente para la declaración de Banduxu como Bien de Interés Cultural, en la categoría de Conjunto Histórico. El expediente culminó con el Decreto 10/2010, por el que se declara Bien de Interés Cultural, con la categoría de Conjunto Histórico, a Banduxu.

## Clima y terreno
Debido a la altitud y aislamiento de Bandujo, tiene un clima a caballo entre el oceánico de interior y montaña: sus inviernos son fríos y húmedos, mientras que los veranos son frescos y con elevada humedad.

## Historia
En Bandujo se produce un cierto equilibrio entre fases históricas y patrimonio heredado; prácticamente todas las etapas han dejado su huella constructiva, haciendo del pueblo un recorrido cronológico por la historia asturiana.
En la Alta Edad Media (siglos VIII-XI) encontramos una primera villa de Vandugio. Ésta es la única fase que no ha dejado huella física directa, con la excepción de una red caminera, una percepción del espacio productivo y una territorialidad aldeana que va a mantenerse en el futuro. Se asiste, por otra parte, a la asistencia de un primer núcleo de doblamiento situado en el entorno de la Iglesia de Santa María. Además, aparecen los primeros rasgos de una jerarquización ligada a la presencia de magnates con el obispo Gladila, del que depende la población servil.
La Iglesia de Santa María de Bandujo (Banduxu) es la construcción religiosa de mayor antigüedad del Concejo. Es una iglesia de estilo románico, que aparece mencionada en la donación de Fruela II a la Catedral de Oviedo en el año 912. El edificio actual es posterior a esta fecha, y no parece conservar nada anterior al siglo XII. La iglesia es de pequeñas dimensiones, de una sola nave y ábside plano en el interior y semicircular al exterior, cubierto con bóveda de medio cañón, con sencilla portada a los pies de un arco de medio punto. Los muros son de mampostería y en la cabecera quedan canecillos sueltos; actualmente carece de decoración, aunque hace unos años aún podían verse algunos fragmentos escultóricos en el entorno del templo.
En la Baja Edad Media (siglos XII-XV), el desarrollo polinuclear de la aldea comienza a concretarse con la presencia de una nueva barriada en el Toral. Es el momento en que se construye una nueva iglesia, en el tránsito entre los siglos XII al XIII. Paralelamente, observamos el nacimiento de un linaje local, los Álvarez de Bandujo, que construyen, como símbolo de su poderío, una torre de planta circular, existente desde el siglo XIV. Esta torre marca el inicio de otro barrio, el del Palacio. En él podemos destacar su torre, conocida como la "Torre de los Tuñón", "Torre de Bandujo (Banduxu)" o actualmente como el "El torreón de los Ríos", una de las torres defensivas bajomedievales mejor preservadas de Asturias.
La Torre de Bandujo (Banduxu) se emplaza estratégicamente sobre una loma. Adopta planta circular y se construye de mampostería y sillarejo, con sillar en los vanos y cubierta cónica. Está asentada sobre un zócalo de piedra. Tiene cuatro plantas de altura y en el interior la estructura de pisos y escaleras. En el piso superior se dispone el escudo, en cuyo campo, sin divisiones, pintan los blasones de los Tuñón, los Miranda y los Bandujo, y, en el centro, una torre con una lanza inclinada en cada costado.
Durante el siglo XVIII encontramos una aldea de planta polinuclear en la que ya se han generado todas las barriadas existentes hoy en día (El Campal, La Molina, El Palacio (El Palaciu), Entelaiglesia (Entelailesia), La Reguera y El Toral). En esta fase, las jerarquías de la aldea, herederas del viejo linaje de los Álvarez de Bandujo (los Miranda y los Tuñón) mantienen un férreo dominio sobre la tierra, las infraestructuras productivas y los inmuebles. También edifican grandes paneras destinadas a acoger sus masivas cosechas. Pero, por primera vez, podemos observar otro panorama constructivo propio de la mirada campesina. Algunos ejemplares de casas y hórreos arcaicos nos remiten a modelos de los siglos XV-XVII, encontrándose muchos otros construidos en el siglo XVIII.
En el siglo XXI, Bandujo es especialmente conocido por su interés turístico, preservando un aspecto muy similar al de siglo atrás.

## Patrimonio inmaterial
Bandujo (Banduxu) celebra sus fiestas patronales en honor de Nuestra Señora el 8 de septiembre.